# Варламівка (Павлоградський район)
Варла́мівка — село в Україні, у Юр'ївській селищній громаді Павлоградського району Дніпропетровської області. До 2017 орган місцевого самоврядування — Жемчужненська сільська рада. Населення за переписом 2001 року становить 7 осіб.

## Географія
Село Варламівка розташоване на лівому березі річки Литовщина в місці впадання її в річку Мала Тернівка, вище за течією на відстані 2 км розташоване село Василівка, на протилежному березі — село Мар'ївка, на протилежному березі річки Мала Тернівка — село Кіндратівка. Через село проходить автомобільна дорога Т 2107.

## Історія
12 червня 2020 року, відповідно до розпорядження Кабінету Міністрів України № 709-р «Про визначення адміністративних центрів та затвердження територій територіальних громад Дніпропетровської області», увійшло до складу Юр'ївської селищної громади.
19 липня 2020 року, в результаті адміністративно-територіальної реформи та ліквідації Юр'ївського району, село увійшло до складу Павлоградського району.

## Населення

### Мова
Розподіл населення за рідною мовою за даними :
| Мова       | Кількість | Відсоток |
| ---------- | --------- | -------- |
| українська | 6         | 85.71%   |
| російська  | 1         | 14.29%   |
| Усього     | 7         | 100%     |

## Інтернет-посилання
- Погода в селі Варламівка [Архівовано 7 червня 2016 у Wayback Machine.]